# جيمس هيغينبوثمان
جيمس هيغينبوثمان (بالإنجليزية: James Higginbotham) هو فيلسوف لغات ‏ أمريكي، ولد في 17 أغسطس 1941، وتوفي في 25 أبريل 2014.